# Индия
Индия, официално Република Индия (на хинди: भारत गणराज्य Bhārat Gaṇarājya), е държава в Южна Азия. Страната е известна предимно под 2 имена, ползвани като официални (присъстващи в Конституцията на Индия) – традиционното Бхарат, което произлиза от санскритското име на древноиндийски цар, чиято история е описана в епоса „Махабхарата“ и по-популярното сред чужденците Индия, произлизащо от древноперсийската дума синдху – историческото название на река Инд. Трето име – Хиндустан – се използва за название на страната по времето на Империята на великите моголи, но не се ползва с официален статут.
Индия е разделена на 28 щата и 8 съюзни територии, те имат свои столици, а столица на цялата държава е Делхи. Тя е седмата по площ страна в света и (вероятно все още – 1 юли 2025 г.) втора по население. Разположена е на полуостров Индостан – на юг от Хималаите, на изток от Арабско море, на запад от Бенгалския залив и на север от Индийския океан. Граничи с държавите Пакистан, Китай, Непал, Бутан, Бангладеш и Мианмар (Бирма) и има обща дължина на бреговата линия от 7517 km. По тези земи (в района на Индийския субконтинент и най-вече – по долината на река Инд) през вековете се зараждат и развиват редица влиятелни и плодовити цивилизации, както и 4 от най-изповядваните религии – значимите в световен мащаб будизъм и индуизъм, както и важните в регионален план сикхизъм и джайнизъм. Индийската култура се обогатява и от зороастризма, християнството, юдаизма, исляма. Управляваната основно от владетели, изповядващи последния, Моголска империя (основана от Бабур и просъществувала на Индийския субконтинент от 1526 до 1858 г.) се прочува по света със своята мощ. Индустан е обект и на европейския колониализъм, но през 1947 г. Индия успява по мирен път да постигне своята независимост, отначало, като Индийски съюз, а по-късно – като Република Индия. Впоследствие тя е парламентарна демокрация в рамките на федерална република. Индия е забележима в световен мащаб технологична сила със собствена космическа програма. Разполага с ядрено оръжие и има третата по големина армия в света. Икономиката ѝ е 6-ата най-голяма по отношение на номинален БВП, и 3-та по паритет на покупателната способност, макар че голяма част от индийците са неграмотни и недохранвани, а страната страда и от широко разпространение на болести и корупция.

## География
Релефът на Индия е изключително разнообразен – високи планини, обширни равнини и плата, заблатени низини и сухи пустинни райони. Страната е разположена на големия и дълбоко вдаден в Индийския океан – между Арабско море и Бенгалския заливазиатски полуостров Индостан (наричан още Индийски субконтинент, но всъщност неизчерпващ го). 

С изключение на планините и пустинните райони, в Индия доминира субекваториалният, мусонен климат. В Североизточна Индия, в платото Шилонг (1300 m н.в.), се намира селището Черапунджи – най-дъждовното място на Земята, където средните годишни валежи достигат 12 000 mm. 
Голяма част от Индия заемат най-високите планини на Земята – Хималаите. Величествените им хребети са масивна геоложка и климатична преграда, която минава почти през цяла Северна Индия, по протежение на 2300 km (в най-северния край на страната се издигат част от хребетите на високата низина Каракорум). Хималаите са младонагънати планини, които продължават да се издигат в резултат на мощното тектонско движение (в северна посока) на Индустанската литосферна плоча. В Хималаите се намира най-високата точка на Индия – връх Кангчендзьонга (8598 m). На юг от Хималаите се простира обширен район от ниски земи, наречени Индо-Гангска равнина, голяма част от която заемат долините на реките Ганг и Брахмапутра. Заливните им тераси и общата им делта (най-голямата в света – около 80 000 km2) са покрити с дебели наносни пластове, върху които са се развили плодородни алувиално-ливадни почви. Повечето реки, които прорязват равнините, извират от Хималаите (например Гхагхара). Сред тях е и най-голямата индийска река – широката и бавно течаща Ганг, чиито води напояват част от територията на Индия. Тя е дълга 2500 km и оформя обширна плоска низина, разположена на територията на Индия и Бангладеш. Низината на Ганг е най-гъсто населеното място в страната. Районът често е подложен на катастрофални наводнения и силни тайфуни. Пълна противоположност на Гангската низина е сухата пясъчна пустиня Тар на северозапад, пресечена от границата между Индия и Пакистан. На юг от Северните равнини почти целият полуостров Индустан е зает от платото Декан (около 600 m ср. н.в.) От двете му страни се издигат крайбрежните хорстови планини Източни и Западни Гхати, които завършват със стръмни стъпаловидни склонове към брега, където се простират тесни равнини.

## История
Ранните цивилизации в долината на река Инд и в Южна Индия (Индска цивилизация – вероятно от 10 – 9 хил. пр.н.е. до около средата на 1 хил. пр.н.е.) са свързани с племенната група на дравидите, но и тази на ариите отрано представлява значителен фактор в региона. От ариите са останали ведическите знания и традиции, разделянето на обществото на касти (което законово отпада със съвременната Конституция на Индия), учението за кармата и езикът санскрит. Към 500 г. пр.н.е. някои по-големи образувания се раздробяват и се формират редица малки държави, известни като махаджанапади. Към 4 – 3 век пр.н.е. (след смъртта на Александър Македонски, чиито походи достигат до някои от тях – по-точно до страната на цар Пор) дребните държави на територията на почти цяла днешна Индия се обединяват под контрола на Маурийската империя, чийто разцвет е при управлението на Ашока Велики. След това особено влиятелна става династията Гупта, благодарение на която Индия навлиза в своя златен век. По същото време в Южна Индия се появяват и други империи – тези на Чалукя, Чола и Виджаянагара. Във всички тях се развиват философията, математиката, литературата, астрономията, медицината, изкуството и религията, които играят значима роля в течение на цялата история на Индия. В края на Античността и през Средновековието Индия преживява редица войни и нашествия, свързани както със съперничества между местни народи и династии, така и с развитието на тези на Средна Азия и Източна Азия; в 10-и и 12 век те вече са свързани с настъплението на исляма. Кулминацията е създаването на изключително силната Империя на великите моголи (Моголска империя), индийското разклонение на Монголската империя, създадено от Бабур, потомък на завоевателя Тимур Ленк (Тамерлан). Император Акбар Велики (1542 – 1605 г.) превръща държавата в мощна икономическа и културна сила, като същевременно успява да запази мира между стотиците различни народи и религии вътре в нея. Съставена от трибутарни кралства, управлявани от махараджи, раджи, такури и набоби, империята е производител на 1/4 от световното производство докъм XVIII век, но след това е обхваната от упадък и постепенно завзета от противниците си, сред които Маратхската империя и Великобритания.
Междувременно (от 16 век нататък) европейци от различни държави създават в Индия свои търговски компании, бази (фактории) и мрежи (заформят се няколко комплекса от територии: Португалска Индия, Френска Индия, Нидерландска Индия, Датска Индия, Британска Индия – последната постепенно поглъща останалите или заема доминиращо положение, спрямо тях). Те снабдяват европейския пазар с индийски стоки, най-вече – чай и подправки. Около средата на 19 век Британската източноиндийска компания успява да наложи монопол върху търговията в Индия. През 1857 година избухва въстание (т.нар. Сипайски метеж) срещу британците и макар да не премахва контрола им върху местната търговия, но до известна степен разклаща позициите на компанията, в резултат на което е образуван Британския радж, а английската кралица Виктория се обявява за императрица на Индия. Към началото на 20 век се оформят няколко движения за независимост, като най-силен след 1900 година се очертава Индийският национален конгрес. Махатма Ганди повежда милиони индийци на мирни шествия (в израз на гражданско неподчинение) срещу чуждото управление. На 15 август 1947 г. Индия получава своята независимост, но от нея са отделени населените с мюсюлмани територии, като по този начин се образува държавата Пакистан. На 26 януари 1950 г. страната е обявена за република и в сила влиза първата ѝ конституция. Впоследствие Индия води войни срещу религиозни екстремисти на своя територия, воюва с Пакистан (войни през 1947, 1965, 1971 и 1999 г.) и Китай (1962 г.), опитва се да установи контрол върху спорната територия Джаму и Кашмир и претърпява редица терористични атаки, организирани от различни групировки. През 1971 г. Индия изпраща войски, които да помогнат на Източен Пакистан (днешен Бангладеш) да обяви своята независимост от Пакистан. Три години по-късно (1974 г.) индийската армия провежда първия за страната ядрен опит (известен като Усмихнатия Буда), което засилва влиянието на Индия на международната политическа сцена. Знаменателно събитие от това време е и убийството на министър-председателката Индира Ганди (31 октомври 1984 г.) от привърженици на сикхския сепаратизъм. Синът ѝ Раджив Ганди – следващият премиер на Индия – е също убит, но от тамилка – през 1991 г. След тази година са предприети някои икономически реформи, които превръщат страната в една от най-бързоразвиващите се в света. Настоящият (2025 г.) министър-председател на страната е Нарендра Моди (на поста от 26 май 2014 г.), предшестван от Манмохан Сингх, а президент – Драупади Мурму (от 25 юли 2022 г.), предшествана от Рам Натх Ковинд.

## Държавно устройство

### Държавни органи
Индия е федерална република. Глава на държавата е президентът на Индия, избиран за 5 години. На него принадлежи и изпълнителната власт. Висш законодателен орган е двукамарният парламент: Долната камара – Лок Сабха (Народната палата) се избира от населението за 5 години; Горната камара – Раджа Сабха (Съвет на щатите) се избира от представителите на щатите за 6 години; 12 депутати се назначават от президента; 1/3 от депутатите се преизбират всеки 2 години. Правителството (начело с министър-председател) се назначава от президента и отговаря пред Народната палата. Начело на всеки щат стои губернатор, назначен от президента. Всеки щат има свое законодателство, събрание и правителство.

### Дипломатическа мисия на Индия в България
- От 2009 до 2014 г. посланик е Дивябх Манчанда
- От 2014 до 2017 г. извънреден и пълномощен посланик е Н. Пр. Раджеш Сачдева[33]
- От 2017 г. извънреден и пълномощен посланик е Н. Пр. г-ца Пуджа Капур.[34]

### Въоръжени сили
Индия поддържа третата по големина войска в света (с численост над 1,3 милиона души), чийто основни клонове за сухопътни войски, военновъздушни сили и военноморски флот. През Студената война страната поддържа добри отношения със Съветския съюз, а след разпада му – и с Русия, което ѝ позволява както да се оборудва с военна техника, така и да развие силен военно-промишлен комплекс, така че Индия става производител на високотехнологично военно оборудване – изтребители, танкове, балистични и други видове ракети, бронирани бойни машини и други. От 1974 г. Индия е сред т.нар. ядрени сили. Военнопромишленият ѝ комплекс поддържа програми за разработка и производство на ядрено, биологическо и химическо оръжие. 

## Административно деление на Индия
Индия има 28 щата и 8 съюзни територии. Всеки щат има собствено правителство и губернатор. Съюзните територии се администрират от президента чрез посочен от него представител.
| 1. Андра Прадеш 2. Аруначал Прадеш 3. Асам 4. Бихар 5. Чхатисгарх 6. Гоа 7. Гуджарат 8. Харяна 9. Химачал Прадеш 10. Телангана 11. Джаркханд 12. Карнатака 13. Керала 14. Мадхя Прадеш | 1. Махаращра 2. Манипур 3. Мегхалая 4. Мизорам 5. Нагаланд 6. Одиша 7. Пенджаб 8. Раджастан 9. Сиким 10. Тамил Наду 11. Трипура 12. Утар Прадеш 13. Утаракханд 14. Западна Бенгалия |  |

Съюзни територии:
1. Андамански и Никобарски острови
2. Чандигарх
3. Дадра и Нагар Хавели и Даман и Диу
4. Джаму и Кашмир (съюзна територия)
5. Лакшадвип
6. Делхи (Национална столична територия)
7. Пондичери
8. Ладакх

## Население

### Брой и състав
Гъстотата на населението на Индия средно е към 444 д/km2, а средната възраст на индийското население е 26 г. Индия е една от малкото страни, където броят на мъжкото население е чувствително по-висок, отколкото този на женското: на 1000 мъже се падат 933 жени.
Според данните от статистиката в реално време към 18 декември 2024 година то е около 1 461 278 959 души, което е второто по големина в света след това на Китай. Също на второ място е и по статистиката на ЦРУ. Ръстът му намалява леко в края на XX и началото на XXI век и възлиза на 1,4 % годишно, което съответства на 15 милиона души на година. Понеже (към 11 декември 2024 г., според брояч на населението в реално време) населението на Китай нараства с 20 души за минута, спрямо това на Индия, хипотезата е, че населенията на двете държави би следвало да се изравнят в края на февруари 2026 г. Според проучвания и прогнози на ООН, Индия ще е най-многолюдната страна на Земята през 2045 г.
Ръстът на населението обаче се дължи не само на високата раждаемост, но и на спадащата смъртност, идваща с подобрените условия на живот на населението, която би могла както да спадне още, така и да се повиши значително, вследствие на различни проблеми на страната, например – свързани с общественото здраве и екологията. Според Световната здравна организация 900 000 индийци умират всяка година от пиене на замърсена питейна вода или вследствие дишане на замърсен въздух, а 600 милиона индийци (над половината от населението) нямат в домовете си тоалетни и се изхождат „под открито небе“. Броят на лекарите е много малък – на 2000 жители се пада един лекар. Все пак, според оценки на експерти от Световната банка, между 1995 г. и 2010 г. напредъкът на Индия, постигнат в справянето с екологичните проблеми и подобряване на качеството на околната среда, е сред най-бързите в света.
Силната миграция на селското население към градовете и бежанците от катастрофи и проблеми, свързани с природата, урбанизират все повече и повече индийското общество. През 2006 г. в страната има повече от 34 града с повече от 1 милион жители, а гъстонаселеният Мумбай има повече от 20 милиона жители.
Около 25 милиона индийци или хора от индийски произход живеят извън Индия. В САЩ, Канада и Великобритания индийците-имигранти са заети във високотехнологични сектори, докато в страните от Персийския залив те са предимно използвани, като нископлатена и слабоквалифицирана работна ръка. Големи индийски „колонии“ (т.е. диаспора със съответните ѝ населения и формирования) има и в Сингапур, ЮАР, Малайзия и други бивши британски колонии.

### Езици
Към 2025 г. съгласно Осмото приложение към Конституцията на Индия са признати за официални 22 „езика по списък“, на които говори значителна част от населението или които имат класически статут. Принадлежат към 2 основни езикови семейства: индоарийски (говорят се от около 74 % от населението) и дравидски (говорят се от 24 % от населението). Другите езици, които се говорят в Индия, произлизат от австроазиатското и тибето-бирмански езикови семейства. Индия няма национален език, но има много родни езици. Според справочника по езикознание „Етнолог“ в Индия има 424 живи местни езика и 11 изчезнали местни езика. Освен това има и 29 живи неместни езика. В Индия се наброяват 1652 диалекта.
Хинди, говорен от най-голям брой жители, е официалният език на правителството, но и всеки щат и съюзна територия имат един или повече официални езици. Английският език се използва широко в бизнеса и администрацията и има статут на „помощен официален език“, важен е и в образованието, особено при средното и висше образование.
Повечето езици в Индия имат някаква графична система. Докато за хинди, марати, непалски, конкани и санскрит се използва обща писменост (деванагари), то телугу, тамилски, каннада, малаялам, гуджаратски, одия, панджаби и сантали имат всеки своя писменост. Бенгалска графика се използва за бенгалски, асамски и анипури (мейтей). Урду се пише с арабски шрифт, кашмирският и синдхи се пишат с арабски шрифт или с деванагари.
| Език        | Говорящи (милиони, 2011) | Година на признаване |
| ----------- | ------------------------ | -------------------- |
| Асамски     | 15,3                     | 1950                 |
| Бенгалски   | 97,2                     | 1950                 |
| Бодо        | 1,48                     | 2003                 |
| Догри       | 2,6                      | 2003                 |
| Гуджаратски | 55,5                     | 1950                 |
| Хинди       | 528                      | 1950                 |
| Каннада     | 43,7                     | 1950                 |
| Кашмирски   | 6,8                      | 1950                 |
| Конкани     | 2,25                     | 1992                 |
| Майтхили    | 13,6                     | 2003                 |
| Малаялам    | 34,8                     | 1950                 |
| Манипури    | 1,8                      | 1992                 |
| Марати      | 83                       | 1950                 |
| Непалски    | 2,9                      | 1992                 |
| Одия        | 37,5                     | 1950                 |
| Панджаби    | 33,1                     | 1950                 |
| Санскрит    | 0,02                     | 1950                 |
| Сантали     | 7,6                      | 2003                 |
| Синдхи      | 2,7                      | 1967                 |
| Тамилски    | 69                       | 1950                 |
| Телугу      | 81,1                     | 1950                 |
| Урду        | 50,7                     | 1950                 |

## Икономика

### Сектори
Селското стопанство е в основата на индийската икономика. В него е заето около 61% от трудоспособното население. В страната има милиони дребни стопанства, както и десетки хиляди огромни плантации, в които се отглеждат земеделски култури за износ. Индия е един от водещите производители на чай, захарна тръстика, царевица, бобови култури, пшеница, фъстъци, тютюн (на 3-то място в света). Страната разполага с едни от най-големите оризища в света и от края на 70-те години задоволява нуждите си от ориз. Индия е световен лидер в производството на подправки – джинджифил, индийско орехче и други. Животновъдството също е силно развито, обаче едрият рогат добитък се отглежда предимно за мляко, понеже в месото му се консумира от сравнително малка част от населението (съставено главно от индуисти, за които кравата е свещено животно). 
В сектора на енергетиката най-голям дял се пада на енергията, произведена от ТЕЦ, следвана от ВЕЦ и АЕЦ. Производството възлиза на 556,8 млрд. kWh (2003 г.) Страната изнася годишно 187 млн. kWh (2003 г.) В Индия се развиват и химическата, текстилната, циментовата, металургичната, машиностроителната индустрия. Успехи има и автомобилостроенето. Индия притежава 334 летища (към 2005 г.) Общата дължина на газопроводите възлиза на 6171 km, а шосетата са около 3 851 440 km.

### Развитие
Работната ръка (около началото на XXI век) възлиза на над половин милиард души, но едва 1 на всеки 5 кандидати за работа има професионално образование. Въпреки икономическия подем, огромна част от населението продължава да живее в пълна мизерия, а неграмотността намалява с много бавни темпове. Най-голямата концентрация на хора под прага на бедността е именно в Индия. Дори без масов глад, около половината от индийските деца имат тегло под нормалното, а 46% от индийчетата страдат от недохранване.
Между 50-те и 80-те години на 20 век икономическата дейност се развива по социалистически образец, отличавайки се с по-голяма стабилност, спрямо по-късните години, но и с много нисък растеж на БВП и е затормозявана от широко разпространената в страната корупция. В съвременността индийската икономика е изключително разнообразна, включвайки традиционно селско стопанство, съчетано с модерно земеделие, както и производство на ръчни изделия, широка гама модерни промишлени дейности и обширен сектор на услугите, който спомага най-много за бързото икономическо развитие на Индия. Индия има отворена, динамична пазарна икономика. БВП (ППС) за края на 2008 г. се изчислява на 3,319 трлн. щ.д. – на 4-то място в света след САЩ, Китай и Япония. Според проучване на инвестиционната банка „Голдман Сакс“ се е предполагало, че до 2020 г. националният БВП ще нарасне 4 пъти (което може и да се е изпълнило – 2025 г.), а до 2050 г. се очаква да задмине този на САЩ, но Индия пак да продължава да се води страна с ниски доходи на населението (за болшинството индийци – предвид многобройността им и неравенствата в обществото).

Страната изстрелва първия си изкуствен спътник през 1980 г. През януари 2007 г. тя изстрелва и връща от Космоса космическа капсула, което я прави четвъртата космическа сила с подобно постижение (след СССР, САЩ и КНР). През 2008 г. Индийска космическа агенция изстрелва сондата Чандраян-1, която успешно достига и изследва Луната в продължение на около 1 година. На 14 ноември 2008 г. от нея се отделя малка ударна сонда (устройство за геологически проучвания), която се разбива в района на Южния полюс. С това Индия се превръща в 4-тата страна, достигнала Луната (след СССР, САЩ и ЕС). На 5 ноември 2013 г. Индия изстрелва космическата сонда „Мангалян“ към планетата Марс. На 24 септември 2014 година сондата успешно влиза в орбита около нея, което прави страната четвъртата изпращала мисия до Марс (след САЩ, СССР и ЕС), както и единствената успяла отведнъж. 

## Култура
Индийската културна история обхваща повече от 4500 години. По време на Ведическия период (около 1700 – 500 пр.н.е.) се полагат основите на индуската философия, митология и литература и са създадени множество вярвания и практики, които съществуват и днес като дхарма, карма, йога и мокша. Повечето индийци практикуват йога и вярват в прераждането. Характерни религиозни фигури за страната са браманите и гурутата. Индия е известна със своето религиозно разнообразие, включително и на основни световни религии, разпространени са (според преброяване от 2001 г.): индуизъм – 80,5% от населението, сикхизъм – 1,9%, ислям – 13,4%, християнство – 2,3%, будизъм (който, макар рядко срещан в Индия, произлиза от нея, като родина и място на проповедите на Сидхарта Гаутама, наречен Буда) – 0,8%, джайнизъм и други религии (1,1%). Въпреки че съставя сравнително малък процент от общото население, мюсюлманската общност на Индия е третата по брой в света. Значителна по брой и влияние е и местната християнска общност.
В индийската култура, при влизане в нечий дом, посетителят се събува. Поздравът към по-възрастен става със събиране на дланите една до друга, последвано коленичене и докосване на краката му с пръсти, като подчертаване, че е вървял повече. На масата с индийци, за да не се обиди домакинът, чинията напълно се опразва, така че почерпеният сам си слага яденето и се стреми да е точно колкото ще изяде. Важна подробност е, че кравата е свещено животно (свещена крава) за индуистите, поради което повечето хора не ядат телешко месо; мюсюлманите пък не ядат свинско.
Сред паметниците на индийската литература са „Упанишади“, „Рамаяна“, „Кама Сутра“, „Ригведа“, „Бхагават гита“ ,"Панчатантра" и редица други философия, епически и научни произведения. Сред по-известните ѝ съвременни представители е Рабиндранат Тагор. Забележителен е и индийският фолклор.
Индия има и значителни постижения в областта на музиката и други изкуства, включително – в киното. Основен производител на филми в Индия е Боливуд. Сред най-известните индийски филмови артисти са Дхармендра и съпругата му Хема Малини, както и техните дъщеря и син: Еша и Боби Деол.